# Giorni tristi
Giorni tristi (Versunkene Welten) è un film muto del 1922 diretto da Siegfried Philippi.

## Produzione
Il film fu prodotto dall'attrice Rian Jende, protagonista del film, con la sua casa di produzione, la berlinese Ria Jende-Film GmbH.

## Distribuzione
Distribuito dalla Ria Jende-Film GmbH, uscì nelle sale cinematografiche tedesche il 7 ottobre 1922.